# Asteromorpha koehleri
Asteromorpha koehleri är en ormstjärneart som först beskrevs av Döderlein 1898.  Asteromorpha koehleri ingår i släktet Asteromorpha och familjen Euryalidae. Inga underarter finns listade i Catalogue of Life.